# Camden Town
Camden Town là một quận nội thành phía tây bắc của Luân Đôn, Anh, thuộc Khu Camden của Luân Đôn. Camden Town nằm cách 2,4 dặm (3,9 km) về phía bắc tây bắc Charing Cross và là một trong 35 trung tâm chính được ghi nhận trong Bản đồ Quy hoạch Luân Đôn.
Dân số năm 2007 là 26.122 người.Mid-2007 Population Estimates for 2007 Wards in England". Office for National Statistics. 2009. Truy cập ngày 8 tháng 2 năm 2010.0.</ref>